# موسيقى كلاسيكية عثمانية
تم تطوير الموسيقى الكلاسيكية العثمانية والمعروفة أيضًا باسم الموسيقى الكلاسيكية التركية (بالتركية: Türk sanat muzi، أو "الموسيقى الفنية التركية"، أو Klasik Türk müziği) في إسطنبول وغيرها من المدن والبلدان العثمانية الرئيسية عبر القصور النزل الصوفية للإمبراطورية العثمانية. قبل كل شيء الموسيقى الصوتية ترافق الموسيقى العثمانية، تقليديًا مغني منفرد مع فرقة موسيقية صغيرة. في الآونة الأخيرة، قد تشمل الآلات التركية (العود)، الناي، الكمنجة الكلاسيكية، الكمان الغربي أو غيرها من الصكوك. في بعض الأحيان توصف بأنها منوفونية التي تتكون من صوت واحد.

## نظرة عامة
الموسيقى العثمانية لديها نظام كبير ومتنوع من الأنماط أو المقاييس المعروفة باسم مقام تركي وغيرها من قواعد التكوين. هناك أكثر من 600 مقام تم استخدامها حتى الآن. من بين هؤلاء تم تحديد ما لا يقل عن 119 مقام بشكل رسمي، ولكن اليوم يستخدم فقط حوالي 20 مكام على نطاق واسع. في التعليم الصوفي، يمثل كل مقيم حالة نفسية وروحية وينقلها. في بعض الأحيان يستخدم العثمانيون قطع موسيقية متنوعة مفيدة وصوتية من أجل علاج بعض الحالات الطبية والنفسية.

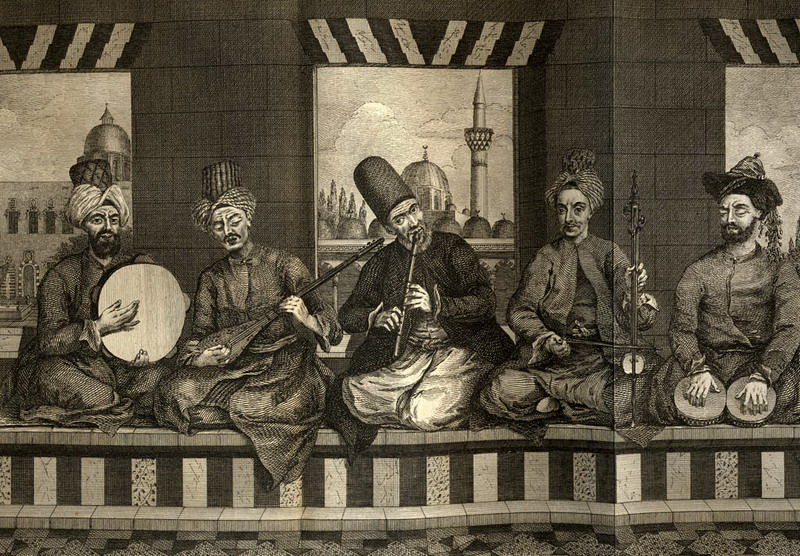
فرقة موسيقية من حلب العثمانية، منتصف القرن الثامن عشر

تم استخدام عدد من أنظمة الترميز لتسجيل الموسيقى الكلاسيكية، وأغلبها هو تدوين هامبارسوم المستخدم في إدخال تدريجي للرموز الغربية. على الرغم من أن المساهمات غير التركية في الموسيقى العثمانية قد تم تهميشها منذ سقوط الدولة العثمانية، إلا أن نظام ترميز هامبارسوم تم اختراعه من قبل أرمني عثماني اسمه هامبارسوم ليمونشيان. أصبح هامبارسوم أساسًا لنظرية السلطة الكلاسيكية العثمانية واستخدمته أيضًا كنيسة الأرمن الأرثوذكس.
يتم تدريس الموسيقى الكلاسيكية التركية في المعاهد الموسيقية والنوادي الاجتماعية، وأكثرها احترامًا هو إسكودار موسيكي سيميتي في إسطنبول.

## آلات موسيقية تقليدية
تشمل الآلات التقليدية في الموسيقى الكلاسيكية العثمانية اليوم طنبور طويل العنق، عازف الفلوت النهائي، عازف kemençe، عازف العود المقطوع قصير العنق، عازف الكانتون، عازف الكمان، وموسيقى Mevlevi، عازف الكودوم. الأدوات القديمة التي لا تزال قيد الاستخدام تشمل لافتا.